# Free On-line Dictionary of Computing
Free On-line Dictionary of Computing (FOLDOC) представляет собой сетевой поисковый энциклопедический словарь по информатике, доступный по интернету в режиме онлайн. Он был разработан в 1985 году Денисом Хоу, и размещается в Имперском колледже Лондона. Хоу работал в нём главным редактором с момента создания словаря, общаясь с посетителями сайта, желающими сделать дополнения или исправления статей.
Словарь включает в себя также тексты некоторых других свободных ресурсов, таких как Jargon File, и охватывает многие разделы по тематике, близкой к вычислительной технике. Благодаря его доступности под лицензией копилефт «GNU Free Documentation License», он в свою очередь включён полностью или частично в свободный контент других проектов, таких как Википедия.